# Долината на цветята
Долината на цветята (на английски: Valley of Flowers National Park; на хинди: फूलों की घाटी राष्ट्रीय उद्यान) е национален парк разположен в Хималаите, включен в Списъка на световното наследство на Юнеско. Той е дом на 521 растителни вида.
Простира се върху площ от приблизително 87,5 кв. км. И на надморска височина, варираща между 3200 и 6600 м, като основната ѝ територия е около 10 кв. км. По протежението на р. Пушпавати. Реката води началото си от ледника Типра, който се намира в североизточния край на долината. От всички страни я заобикалят планински възвишения, сред които се открояват Нар парбат и Нилгири парбат на север, Ратабан на североизток, Гаури на изток, Саптсринг на юг и Кунт кхал на югозапад-запад.
На територията на парка няма заселени хора и пашата е забранена. Паркът е отворен единствено в периода от юни до октомври, след което там има значителна снежна покривка. Над 500 цветя красят колоритния килим, от които най-много се срещат орхидеи, макове, маргаритки, иглики, невен и анемонии. Паркът е известен със своите ендемични високопланински цветя и красотата си. Този изключително разнообразен терен е дом на много редки и застрашени животински видове, сред които влизат черната азиатска мечка, снежният леопард, баралът (хималайският син овен) и други. От птиците най-интересни са жълтошиест, люспестогръд и синьошиест кълвач и кокласовият фазан.
На няколко километра от входа на парка, край лятното селище Гхангариа, се намира езерото Локпал. Там е светилището на Хемкунд Сахиб и индуският храм на Лакшман.
Най-добро време за посещение е от юни до септември, а най-близкият град е Пулна, на 12 км южно от входа на парка.
До долината се стига по маршрут, дълъг 17 км. От Делхи може да се хване влак за Харидвар и след това да се вземе автобус за Говиндгхат през Ришикеш. Може да се пътува и с кола от Делхи, разстоянието е около 500 км.